# Hal Galper
Harold „Hal“ Galper (* 18. April 1938 in Salem; † 18. Juli 2025 in Cochecton, New York) war ein amerikanischer Jazzmusiker (Piano, Komposition).

## Leben und Wirken
Ab dem Alter von sechs Jahren bekam Galper klassischen Klavierunterricht, wechselte aber zum Jazzpiano, das er von 1955 bis 1958 am Berklee College of Music studierte. Während dieser Zeit erhielt er auch von Jaki Byard und Herb Pomeroy privaten Unterricht.
Galper spielte ab 1959 in Boston mit Pomeroy, aber auch mit Sam Rivers und mit Chet Baker, mit dem er 1964/65 tourte. Nach einem kurzen Aufenthalt in New York und einer Aufnahmesession mit Rivers (1966) nahm er seine Arbeit als Hauspianist in Boston wieder auf und begleitete Phil Woods und andere bei Lennie’s. 1967 kehrte er nach New York zurück, wo er freiberuflich mit Woods, Donald Byrd, Stan Getz, Chuck Mangione, Joe Henderson, Al Cohn und Zoot Sims sowie Attila Zoller zusammenarbeitete. Er begleitete außerdem die Vokalisten Joe Williams, Anita O’Day und Chris Connor. 1970 spielte er im Quintett von Bobby Hutcherson und Harold Land (Festivalauftritt in Jugoslawien). Von 1973 bis 1975 zum gehörte er zum Cannonball Adderley Quintett (als Nachfolger von George Duke).
Ab den frühen 1970er Jahren leitete Galper eigene Gruppen, u. a. mit Randy und Michael Brecker, dann mit Terumasa Hino, Cecil McBee, Tony Williams. Auch arbeitete er im Duo mit Lee Konitz. 1977 trat er mit seinem Quintett bei den Berliner Jazztagen auf; in den späten 1970er-Jahren gastierte er in den Clubs von New York und Chicago; in dieser Zeit nahm er mit seiner Band, eigene Alben für Enja auf, darunter Ivory Forest (1980) im Quartett mit John Scofield. Zwischen 1980 und 1990 war er Mitglied des Quintetts von Phil Woods, arbeitete aber gelegentlich auch wieder mit Chet Baker sowie mit Franco Ambrosetti (1981) und mit Tom Harrell. Auch in den 1980er-Jahren ging er mit eigenen Formationen ins Aufnahmestudio. Während der 1990er-Jahre tourte er mit einem festen Trio (mit zunächst Todd Coolman am Bass und Steve Ellington am Schlagzeug), stellte sich aber auch in Solokonzerten vor.
Zwischen 2006 und 2016 nahm Galper eine Reihe von Alben für Origin Records auf, die sich durch eine Hinwendung zum Rubatospiel auszeichnen; unter dem Einfluss der Konzepte von Ornette Coleman suchte er nach Möglichkeiten, im Improvisationsfluss sowohl rhythmisch als auch harmonisch und melodisch rubato zu spielen: 2012 erschien sein Trio-Album Airegin Revisited. 2018 veröffentlichte er Cubist, ein Quartett-Album mit dem Saxophonisten Jerry Bergonzi. Im folgenden Jahr erschien das Konzertalbum The Zone: Live at the Yardbird Suite mit seinem Trio.
Das Rubato-Konzept erlaubte Galper und seinen Mitmusikern nach Ansicht des Kritiker Dan McClenaghan einen freien Umgang mit Rhythmik, Harmonik und Melodik, da so diese Parameter gedehnt werden konnten. Das sei Galpers Beitrag zur Innovation des Pianospiels. Mit diesem Konzept wollte Galper vor allem das Lyrische und Melodische im zeitgenössischen Jazz angemessen interpretieren.
Neben seiner Tätigkeit als Musiker war Galper auch als Pädagoge tätig – 1990 war er Mitbegründer der New School of Jazz and Contemporary Music in New York und lehrte bis 2014 als Dozent an der State University of New York, Purchase. Außerdem verfasste er das laut Allmusic hoch angesehene Theorie-Lehrbuch Forward Motion. Zu seinen musikalischen Vorbildern zählte er den Pianisten Bud Powell.

## Diskographie (Auswahl)
- The Guerilla Band (Mainstream 1971, mit Randy Brecker, Michael Brecker, Bob Mann, Victor Gaskin, Charles Alias, Steve Haas)
- Lee Konitz & Hal Galper: Windows (SteepleChase 1976)
- Now Hear This (Enja 1977, mit Terumasa Hino, Cecil McBee und Tony Williams)
- Speak with a Single Voice (Century 1979, mit Randy Brecker, Michael Brecker, Wayne Dockery, Bob Moses)
- Hal Galper / Putte Wickman: Time to Remember (Dragon Records 1987, mit Steve Gilmore, Bill Goodwin)
- Portrait (Concord Jazz 1989)
- The Hal Galper Trio with Jerry Bergonzi: Just Us (Enja 1994, mit Pat O’Leary, Steve Ellington)
- Hal Galper & Jeff Johnson: Maybeck Duets (Philology 1999)
- Furious Rubato (Origin, 2007, mit Jeff Johnson, John Bishop)
- E pluribus unum (Origin, 2010)
- Trip the Light Fantastic (Origin, 2011)
- Airegin Revisited (Origin, 2012)
- O’s Time (Origin, 2014)
- Hal Galper and the Youngbloods: Live at the Cota Jazz Festival (Origin, 2017)
- Hal Galper Quartet: Cubist (Origin, 2018)
- The Zone: Live at the Yardbird Suite (Origin 2019)
- Live at the Berlin Philharmonic 1977 (Origin, ed. 2021)
- Invitation to Openness (Origin, 2022)

## Schriften
- Forward Motion: From Bach to Bebop. A Corrective Approach to Jazz Phrasing, AuthorHouse 2003; ISBN 978-141071214-1
- The Touring Musician: A Small Business Approach to Booking Your Band on the Road, Alfred Publishing, 2007; ISBN 978-073904689-0